# Zlata Petrović
Zlata Petrović (serbisk kyrilliska: Злата Петровић), född 13 juli 1962 i Belgrad, är en serbisk pop-folksångerska. Hennes pappa är montenegrinsk och mamma romsk. Hennes musikaliska karriär började efter att hon har gått i grundskola med sin mamma Dragica, en tidigare sångerska. Hon började att uppträda på caféer och på bröllop. Hon var gift med Peja, en programledare för ZAM och nu Gold Music.

## Diskografi
- 1983 - Dođi da mi ruke greješ
- 1984 - Ljubi me još malo
- 1986 - Srce će ga prepoznati
- 1987 - Ti si čovek za moju dušu
- 1989 - Daj mi bože malo snage
- 1991 - Poludelo srce
- 1993 - Učinilo vreme svoje
- 1994 - Mađije
- 1995 - Ljubi me još malo
- 1996 - Nedelja
- 1997 - Plači, moli
- 2001 - Mirišeš na nju
- 2004 - Zagušljivo
- 2008 - Pola tri